# Milenijski križ
Milenijski križ (makedonsko Милениумски крст, Mileniumski krst) je 66 metrov visok križ, ki stoji na vrhu hriba Vodno v Severni Makedoniji, 15 kilometrov iz Skopja. Je eden od največjih križev na svetu. Postavljen je bil leta 2002 kot spomenik dvatisočletni prisotnosti krščanstva v Makedoniji in svetopisemskim odlomkom, ki opisujejo dejavnost svetega Pavla v tej pokrajini. Križ je s svojo velikostjo in izrazito lego postal eden najvpadljivejših simbolov Skopja, kot tudi priljubljena turistična destinacija, ki ponuja najboljši razgled na mesto.

## Opis
Spomenik ima skeletno zasnovo, podobno kot Eifflov stolp, in običajno obliko krščanskega križa brez dodatkov ali drugih elementov. Stoji na platformi iz dvanajstih stebrov, ki simbolizirajo apostole. Skozi notranjost je speljano dvigalo. Križ stoji na 1066 metrov visokem hribu Vodno na južnem obrobju Skopja. Viden je iz skoraj vsakega mestnega predela in je ponoči osvetljen.

## Postavitev
Po razpadu Jugoslavije in razglasitvi neodvisnosti republike Makedonije so različne narodne in verske skupine skušale vsaka na svoj način zaznamovati urbano krajino glavnega mesta Skopja. Tekmovalnost se je še zaostrila po medetničnih spopadih z albansko manjšino, ki so izbruhnili leta 2001. Zamisel izgradnje Milenijskega križa je v predvolilni kampanji leta 2002 predstavil tedanji predsednik vlade Ljubčo Georgievski s stranko VMRO-DPMNE.
Križ je bil postavljen na javnem zemljišču na vrhu hriba Vodno, že od otomanskih časov znanem kot Krstovar (»mesto križa«) po manjšem križu, ki je tu stal v preteklosti. Gradnjo so financirale Makedonska pravoslavna cerkev, makedonska vlada in donacije Makedoncev z vsega sveta. Avgusta 2002 se je na posvetitvi križa zbralo okoli 70 000 ljudi.
8. septembra 2008 je bilo v križu nameščeno dvigalo. Leta 2009 se je poleg njega odprla restavracija in trgovina s spominki. Leta 2011 je začela obratovati kabinska žičnica do križa. Žičnica podjetja Doppelmayr je dolga 1750 metrov in pripelje na vrh v 6–8 minutah.

## Mnenja javnosti in kontroverznost
Za makedonske nacionaliste vseh političnih pripadnosti je Milenijski križ pomemben politični in narodni simbol. Po medetničnih spopadih leta 2001 je križ predstavljal posredno sporočilo vlade VMRO-DPMNE, »komu mesto pripada«. Postavitev križa je bila izrazito dejanje desekularizacije s strani tedanje vlade, saj se je ta ne le postavila v vlogo promotorja vere, temveč tudi postavila verski simbol na pomemben javni prostor.
Nemakedonske skupnosti in nekatere nevladne organizacije križ dojemajo kot izzivanje napetosti med etničnimi skupnostmi v državi in kot oviro njihovemu sobivanju. Albanci in drugi muslimani njegovo postavitev večinoma obsojajo kot uperjeno proti svojim skupnostim. Postavitev križa je poglobila razprtije med pripadniki različnih ver v Makedoniji.